# Cameron (Oklahoma)
Cameron – miasto w Stanach Zjednoczonych, w stanie Oklahoma, w hrabstwie Le Flore.